# شاهنامه
شاهنامه حماسه‌ای منظوم، بر حسب دست‌نوشته‌های موجود دربرگیرنده نزدیک به ۵۰٬۰۰۰ تا ۶۱٬۰۰۰ بیت و یکی از بزرگ‌ترین و برجسته‌ترین سروده‌های حماسی جهان، اثر ابوالقاسم فردوسی است که سرایش آن دستاورد دست‌کم، سی سال کار پیوستهٔ این سخن‌سرای ایرانی است. موضوع این اثر، اسطوره‌ها و تاریخ ایران از آغاز تا حملهٔ اعراب به ایران در سدهٔ هفتم میلادی است که در چهار دودمان پادشاهیِ پیشدادیان، کیانیان، اشکانیان و ساسانیان گنجانده می‌شود. شاهنامه از سه بخش اسطوره‌ای، پهلوانی و تاریخی، تشکیل و بر وزن «فَعولُن فعولن فعولن فَعَلْ»، در بحرِ متقاربِ مثمّنِ محذوف، نگاشته شده است.
یکی از بن‌مایه‌های مهمی که فردوسی برای سرودن شاهنامه از آن استفاده کرد، شاهنامهٔ ابومنصوری بود. فردوسی هنگامی شاهنامه را سرود که زبان پارسی دچار آشفتگی بود، و او از ماندگار شدن این آشفتگی و افزونی آن جلوگیری کرد. فردوسی در سرودن شاهنامه بیشتر از پارسی سره بهره برده و شمار واژه‌های عربی در شاهنامه تنها حدود ۷۲۶ تا است.
شاهنامه نفوذ بسیاری در جهت‌گیری فرهنگ فارسی و نیز بازتاب‌های شکوه‌مندی در ادبیات جهان داشته است و شاعرانی مانند گوته و ویکتور هوگو از آن به نیکی یاد کرده‌اند. شاهنامه بزرگ‌ترین کتاب به زبان پارسی است که در همه جای جهان مورد توجه قرار گرفته و به بسیاری از زبان‌های زندهٔ جهان ترجمه شده است. نخستین بار در سال ۶۰۱ خورشیدی، بُنداری اصفهانی شاهنامه را به زبان عربی برگرداند و پس از آن برگردان‌های دیگری از این اثر، ازجمله برگردانِ ژول مُل به زبان فرانسوی، انجام گرفت.
۲ اسفند ۱۳۸۸ پایان هزارهٔ سرایش شاهنامه بود. جشن جهانی هزارهٔ شاهنامه، با بودن نمایندهٔ ۱۹۲ کشور وابسته به یونسکو در پاریس، فرانسه در بنای این نهاد جهانی با همکاری بنیاد فردوسی برگزار شد. همچنین، آیین بزرگداشت هزارهٔ شاهنامه در کشورهای گوناگون به بهانهٔ ثبت آن در یونسکو از جمله برلین، آلمان برگزار شد.
کهن‌ترین شاهنامه دست‌نویس موجود، نسخهٔ فلورانس مربوط به ۶۱۴ قمری است و پس از نسخهٔ فلورانس، نسخهٔ لندن که مربوط به ۶۷۵ قمری است و پس از نسخهٔ لندن، نسخهٔ استانبول مربوط به ۷۳۱ هجری است.

## پیشینه

### نام
فردوسی سرودهٔ خود و منبع آن را چندین بار «نامه»، «نامهٔ باستان»، «نامهٔ خسروان»، «نامهٔ شهریار» و از این دست نامیده، اما در هیچ‌جای، آن را «شاهنامه» یا در تنگنای وزن، «شهنامه» نام نداده است. تنها در یک بیت از هجونامه «شهنامه» آمده است. اما همهٔ آثار منظوم و منثور در آن روزگار را — که دربردارندهٔ پادشاهی ایران از کیومرث تا یزدگرد بود — بیشتر «شاهنامه» خوانده‌اند و نام منبع فردوسی هم «شاهنامهٔ ابومنصوری» بود. گذشته از این‌ها، منابع پس از فردوسی، اثر او را «شاهنامه» نامیده‌اند و در همهٔ دست‌نویس‌های آن و برگردان عربی بنداری نیز، نام آن «شاهنامه» آمده است. با نگرش به این نشانه‌ها و این‌که «شاهنامه» برگردان پارسی «خدای‌نامگ» در پهلوی بوده، گمانی برجای نمی‌ماند که نام این کتاب «شاهنامه» بوده است.

### منبع و تاریخ سرایش

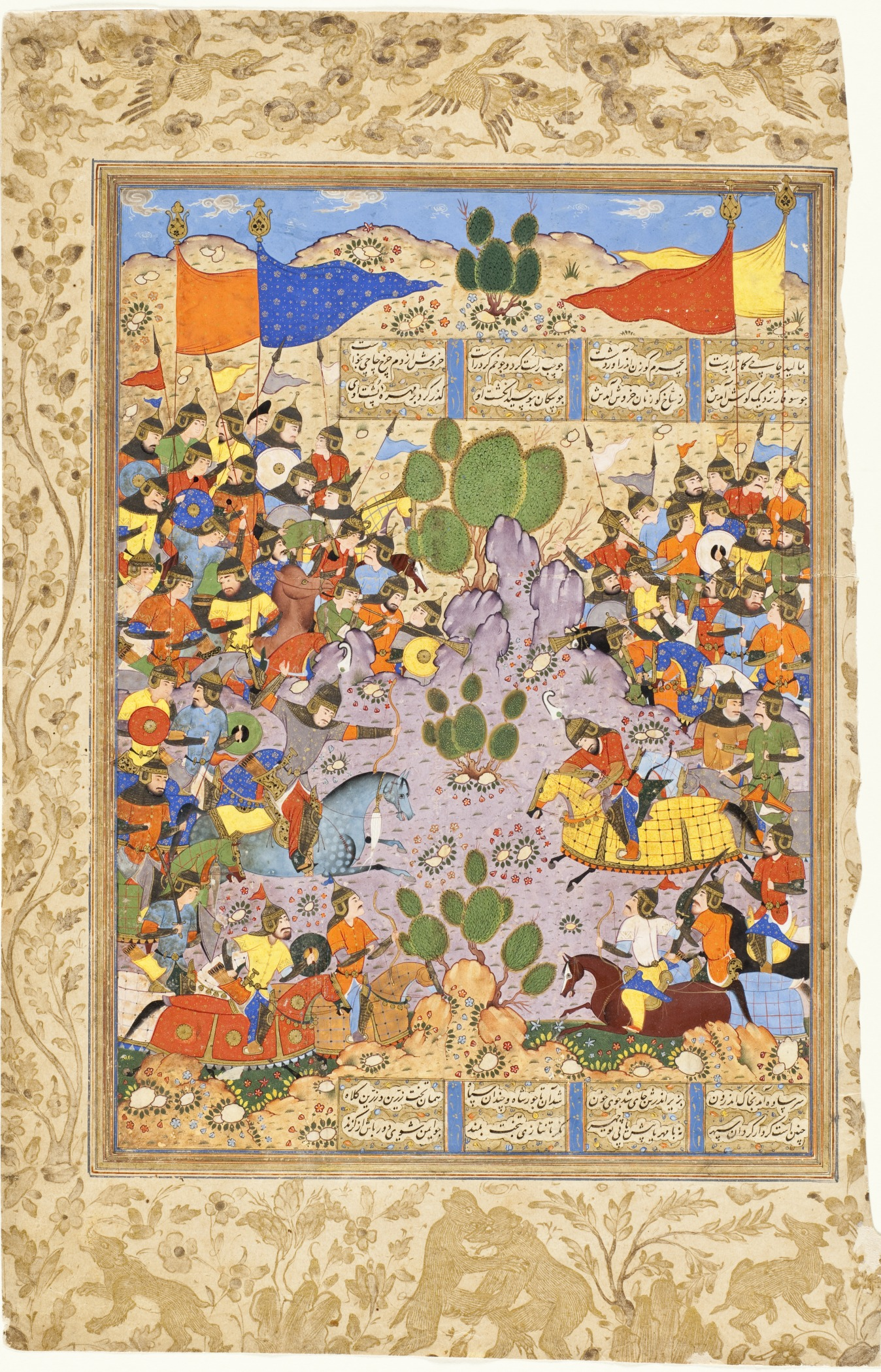
نبرد بهرام چوبین با ساوه‌شاه در شاهنامهٔ فردوسی که در موزه هنر شهرستان لس آنجلس نگه‌داری می‌شود.

فردوسی نخستین کسی نبود که به آفرینش رزم‌نامهٔ ملی ایران دست‌زد. پیش از او مسعودی مروزی بخشی از شاهنامه را به نظم سروده‌بود. او شاهنامهٔ خود را در بحر هزج سروده‌بود که این بحر بر پایهٔ چارچوب وزن بحر عربی رجز ساخته شده‌بود. از شاهنامهٔ مسعودی تنها سه بیت به‌جا مانده است. دقیقی نیز پیش از فردوسی به‌نظم‌درآوردن داستان‌های ملی ایران را آغاز کرد، اما کار او ناتمام ماند تا این‌که فردوسی آن را به پایان رساند.
به‌گمان فراوان، فردوسی در سرودن شاهنامه تنها از یک منبع تدوین‌شده بهره برده و آن، شاهنامهٔ ابومنصوری بوده است. آغاز سرایش شاهنامه پیرامون ۳۶۷ ه‍.ق بوده است. پیش از آن، داستان «بیژن و منیژه» را سروده‌بود که با به‌شمار آوردن این سال‌ها، او ۳۵ سال از عمر خویش را بر سر سرایش شاهنامه گذاشته است. او سرانجام ویرایش نخست شاهنامه را در سال ۳۸۴ ه‍. ق، سه سال پیش از برتخت‌نشستن محمود، به‌پایان بُرد. و ویرایش دوم کتاب را نیز در ۱۹ اسفند (سر آمد کنون قصه یزدگرد / به ماه سپندارمذ روز اِرد) سال ۴۰۰ ه‍.ق برابر با ۸ مارس ۱۰۱۰ م در هفتاد و یک سالگی به‌انجام رساند:
| چو سال اندر آمد به هفتاد و یک |  | همی زیر بیت اندر آرم فلک!    |
| تن شاه‌محمودآباد باد!          |  | سرش سبز و جان و دلش شاد باد! |
| چُنانش ستایم که تا در جهان     |  | سخن باشد از آشکار و نهان،    |
| مرا از بزرگان ستایش بود!      |  | ستایش وُرا در فزایش بود!      |
| که جاوید باد آن خردمندمرد     |  | همیشه به کام دلش کارکرد!     |
| همش رای و هم دانش و هم نسب    |  | چراغ عجم، آفتاب عرب!         |
| سرآمد کنون قصّهٔ یزدگرد         |  | به ماه سپندارمذ روز اِرد،     |
| ز هجرت شده پنج هشتاد بار      |  | به نام جهان‌داور کردگار!      |

### شمار بیت‌های شاهنامه
امروز نسخه‌های گوناگون شاهنامه؛ از دست‌نویس‌های بسیار نفیس و آراستهٔ آن گرفته تا رونویس‌های ساده‌تر، با تاریخچه‌های گاهی بسیار روشنی که دارند، برداشتی درخور، گسترده و فراگیرنده‌ای از چبود ساختار این کتاب به خوانندگان و پژوهش‌گران داده که نادانسته‌های آن در سنجش با آنچه که از شاهنامه دانسته می‌شود بسیار ناچیز است. از سوی دیگر، بزرگی و فر و شکوه جستار «فردوسی و شاهنامه» هیچ پرسشی را دربارهٔ این دو بی پاسخ نمی‌پذیرد.
در غیاب نسخه یا نسخه‌های نخستین شاهنامه؛ برای برخی از این‌گونه نادانسته‌ها و پرسش‌ها، شاید هرگز نتوان به پاسخ یگانه‌ای رسید. شمار بیت‌های آن شاهنامه که فردوسی با دست خود نوشته، شمار واژگان عربی که او در آن نسخه به کار برده، یا تاریخ آن روز که آن سخن‌سرا واپسین نسخهٔ شاهکار خود را نگاشته از آن گونه‌اند. هیج کدام بنیادی نیستند اما هرکدام جستاری برای شناخت بیشتر و بهتر شاهنامه‌اند و هم یادآور دشواری‌های آن روز. در یکی از روایت‌های مردمی شمار بیت‌های شاهنامه «چهل‌هزار» یاد شده است. در حالی که به گواهی بیتی از متن شاهنامه و همین‌طور بن‌مایه‌های دیگر مانند بنداری، ریاحی، و علوی توسی از دیرباز زبانزد بوده است که شاهنامه ۶۰٬۰۰۰ بیت دارد. با وجود این سخن، یکی از کهن‌ترین دست‌نویس‌های کامل شاهنامه، شاهنامهٔ لندن (۶۷۵ هجری) ۴۹٬۶۱۸ بیت دارد. و شاهنامهٔ ویرایشی خالقی مطلق نیز دارای ۴۹٬۵۳۰ بیت است. همچنین حمدالله مستوفی در نسخه‌هایی که در سدهٔ هشتم دیده، بیش از پنجاه‌هزار بیت نیافته است:
| در آن نسخه‌ها اندر این روزگار |  | کمابیش پنجاه دیدم شمار |

وی با این که مدعی است بر اساس گفتهٔ فردوسی، شاهنامهٔ فراهم‌آوردهٔ خویش را به شصت‌هزار بیت رسانده اما در اصل بیش از حدود ۴۸٬۹۴۰ بیت نیاورده است.
با این وجود شاهنامه دارای حجمی کمابیش دو برابر چکامه‌های ایلیاد و ادیسه اثر هومر است. کهن‌ترین شاهنامه دستنویس موجود فلورانس ۶۱۴ هجری است.

### پیشینهٔ داستان‌های شاهنامه

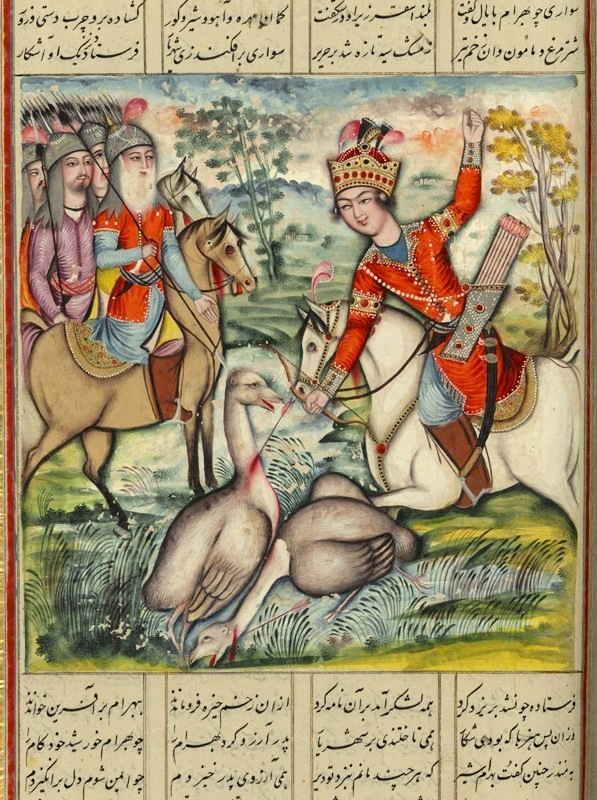
نقاشی دورهٔ قاجار از شاهنامه

کاوش دربارهٔ بن‌مایهٔ شاهنامه اندکی دشوار است، زیرا از سویی گاه میان روایت‌های فردوسی و تاریخ‌نویسان در برخی جزئیات ناهماهنگی‌هایی دیده می‌شود و از سویی دیگر، بن‌مایگانی که فردوسی از آن‌ها بهره برده است، از میان رفته‌اند و میان شاهنامه و بن‌مایگان آن نمی‌توان سنجش درستی کرد. یکی از بن‌مایگان مهم شاهنامه، شاهنامهٔ ابومنصوری است که فردوسی چندی در جستجوی آن رنج برد و از روی آن، شاهنامه را سرود. فردوسی به جز شاهنامهٔ ابومنصوری از برخی داستان‌های جداگانهٔ دیگر که در آن روزگار نام‌آوری داشت، بهره جسته است. از این داستان‌ها می‌توان به رزم بیژن و گرازان، بیژن و منیژه، رزم رستم با اکوان دیو، داستان رستم و سهراب و برخی از رزم‌های رستم اشاره کرد.
فردوسی بازگویندهٔ بخشی از سخنان خود را شخص پیر و سالخورده‌ای بیان می‌کند که به یقین یکی از کسانی بود که ابومنصور معمری برای نوشتن شاهنامهٔ ابومنصوری گماشته‌بود که آن شخص پیر ماخ هروی بود که فردوسی او را با نام پیر خراسان  شناسانده است. همچنین ابومنصور ثعالبی که دربارهٔ انوشیروان از شاهنامهٔ ابومنصوری بهره می‌برد، عباراتی در کتاب غرر اخبار ملوک الفارس آورده است که مانند آن‌ها در شاهنامه نیز هست. برای نمونه، عبارت «یا بنی انی قد اختر قد للملک علی سائرا بنائی لما تفرست فیک من الخیر» از غرر اخبار ملوک الفارس به بیت زیر از شاهنامه در روزگار انوشیروان نزدیک است:
| خردمند شش بود ما را پسر |  | دل‌افروز و بخشنده و دادگر |
| ترا برگزیدم که مهتر بدی |  | خردمند و زیبای افسر بدی  |

درون‌مایهٔ داستان‌های شاهنامه در روزگار هخامنشیان نیز در انجمن‌های ویژه بازگو می‌شده است. مهری از زمان ساسانیان هست که کیومرث را نشان می‌دهد که پاها و بدن پشمالو و چهره‌ای میان انسان و حیوان دارد و حیوانات در کنار او هستند.

## درون‌مایه و بخش‌بندی
شاهنامه رزم‌نامه‌ای گسترده و فراگیر و یکی از بزرگ‌ترین شاهکارهای ادبی جهان است که در برگیرندهٔ اسطوره‌ها، رخدادها و تاریخ ایران از آغاز تا حمله اعراب به ایران در سدهٔ هفتم است. در شاهنامه از پنجاه پادشاه (از جمله سه بانو) که بر این سرزمین فرمانروایی کرده‌اند یاد شده و درون‌مایهٔ آن تاریخی است. نخستین پادشاه شاهنامه، کیومرث است:
| نخستین خدیوی که کشور گشود |  | سر پادشاهان کیومرث بود |

بازپسین پادشاه شاهنامه یزدگرد سوم است که در جنگ از اعراب شکست خورد. این پنجاه پادشاه و شماری از چهره‌های دیگر رخدادهای شگرف و قهرمانانه و گاهی دغل‌بازانه آفریدند.
شاهنامه داستان قهرمانان ایران باستان است و خواننده را به سده‌ها و هزاره‌های ایران باستان بازمی‌گرداند. فردوسی در این‌باره چنین می‌سراید:
| بناهای آباد گردد خراب        |  | ز باران و از گردش آفتاب      |
| بنا کردم از نظم کاخی بلند    |  | که از باد و باران نیابد گزند |
| نمیرم از این پس که من زنده‌ام |  | که تخم سخن را پراکنده‌ام      |

| بخش‌ها     | پادشاهی‌ها                      | شمار پادشاهی‌ها                                     | شمار بیت‌ها             | در ویرایش خالقی مطلق |
| --------- | ------------------------------ | -------------------------------------------------- | ---------------------- | -------------------- |
| پیشدادیان | گیومرت تا زَوْ                   | ۹ پادشاهی                                          | نزدیک ۴۵۰۰ بیت         | ۴۴۳۴ بیت             |
| کیانیان   | کی‌قباد تا اسکندر               | ۱۰ پادشاهی                                         | نزدیک ۲۶۵۰۰ بیت        | ۲۶۳۲۶ بیت            |
| اشکانیان  | اشک تا اردوان                  | ۸ پادشاهی (جز اردوان نام دیگران فهرست‌وار آمده است) | نزدیک ۷۸۰ بیت          | ۷۸۱ بیت              |
| ساسانیان  | اردشیر بابکان تا یزدگرد شهریار | ۲۹ پادشاهی                                         | نزدیک ۱۸۰۰۰ بیت        | ۱۷۹۹۴ بیت            |
| شمار کل   | همهٔ پادشاهی‌ها                  | ۵۶ پادشاهی                                         | اندکی بیش از ۴۹۵۰۰ بیت | ۴۹۵۳۹ بیت            |

### هستی‌شناسی شاهنامه
آنتالوژی شاهنامه متد و روشی است که به کشف روابط معنایی میان شخصیت‌های شاهنامه می‌پردازد و بگونه‌ای با هدف هستی‌شناسی به عمق روابط میان شخصیت‌ها نفوذ می‌کند و جلوه‌ای روشن و دیداری از این ارتباطات معنایی را پدید می‌آورد.

### ساختار
شاهنامه را بیشتر به سه بخش اساطیری (از روزگار کیومرث تا پادشاهی فریدون)، پهلوانی (از خیزش کاوهٔ آهنگر تا کشته شدن رستم و فرمانروایی بهمن پسر اسفندیار) و تاریخی (از پادشاهی بهمن و پیدایش اسکندر تا گشودن ایران به دست اعراب) بخش‌بندی می‌کنند. اما این بخش‌بندی همیشه و کامل درست نیست و بیشتر، برپایهٔ سنگینی یکی از سه درون‌مایه دربرابر دو بخش دیگر است. ازاین‌رو، هیچ‌یک از بخش‌های سه‌گانه از موضوع دو بخش دیگر تهی نیست. از سوی دیگر در هر بخش، نشانه‌هایی از قالب‌های ادبی مانند اندرز، رمانس، داستان تاریخی، آیین خسروان و ادبیات مردمی و شگفتی‌هایی چون جادو، افسون و عجائب و غرائب دیده می‌شود. در نگاهی کلی، درون‌مایهٔ اساطیر و شگفتی‌ها بیشتر در بخش پیشدادی؛ شگفتی‌ها، داستان‌های پهلوانی و رمانس بیشتر در بخش کیانی؛ تاریخ، آیین خسروان و اندرز و ادبیات عامیانه بیشتر در بخش ساسانی؛ داستان تاریخی یا کارنامه بیشتر در بخش اشکانی و ساسانی به‌چشم می‌خورد.
شاهنامه در ساختار دارای کاستی‌هایی نیز هست. از آن دست می‌توان این‌ها را نام برد:
1. شمار داستان‌های میان‌پیوست که همگی دربارهٔ رستم هستند.
2. دوگانه‌گویی در برخی داستان‌ها
3. دوباره‌گویی برخی داستان‌ها
4. پادشاهی اسکندر[۳۰]

#### پیکربندی شاهنامه
در مجموع تاکنون برای بخش‌بندی شاهنامه سه شیوه بکار گرفته شده است. که البته دو شیوه نخست از قدمت و سابقه بیشتری برخودارند.
الف: شیوه توصیفی:
شیوه توصیفی می‌کوشد تا پیوندی بین اسطوره و تاریخ ایجاد کند به جای ممتاز کردن این دو مقوله از هم و سهم هریک از این دو مقوله را نیز محفوظ بدارد. این تقسیم‌بندی شاهنامه را به سه قسمت تقسیم می‌کند:
1. قسمت اسطوره ای: از آغاز کتاب تا پادشاهی فریدون
2. قسمت پهلوانی: از قیام کاوه آهنگر تا مرگ رستم
3. قسمت تاریخی: از بهمن اسفندیار تا یزدگرد سوم

ب: شیوه تاریخی:
این شیوه برخلاف شیوه توصیفی یک ارتباط طولی تاریخی در سراسر شاهنامه قائل است و معتقد است که شاهنامه به نحوی بیان کننده تاریخ و روند تاریخی مردمان این سرزمین می‌باشد. در این شیوه دوره‌های اول تاریخی مانند پیشدادیان و کیانیان با توجه به قدمتی که دارند با افسانه و اسطوره آمیخته شده‌اند و هرچه به دوره‌های بعدی وارد می‌شویم بیشتر شاهد امکان تطبیق داستان‌های شاهنامه با وقایع تاریخی داریم.
1. پیشدادیان از کیومرث تا زوطهماسب
2. کیانیان از کیقباد تا اسکندر مقدونی
3. اشکانیان از اشک اول تا اردوان بزرگ
4. ساسانیان از اردشیر بابکان تا یزدگرد سوم

ج: شیوه توصیفی – تاریخی:
در این شیوه ضمن حفظ ساختار توصیفی سعی دارد شاهنامه را بر اساس جریان به هم پیوسته شجره‌نامه‌های سلسله‌های شاهی ایران تقسیم‌بندی نماید تا الگوی روایی از حماسه ملی ایران ارائه نماید. بر این اساس شاهنامه به سه دوره تقسیم می‌شود:
1. بخش تاریخ اساطیری: از کیومرث تا کیخسرو
2. بخش تاریخ دین آوری: شامل لهراسپ، گشتاسپ و بهمن اسفندیار
3. بخش تاریخ روایی: از بهمن تا انتها (حمله اعراب به ایران)

#### بخش اسطوره‌ای

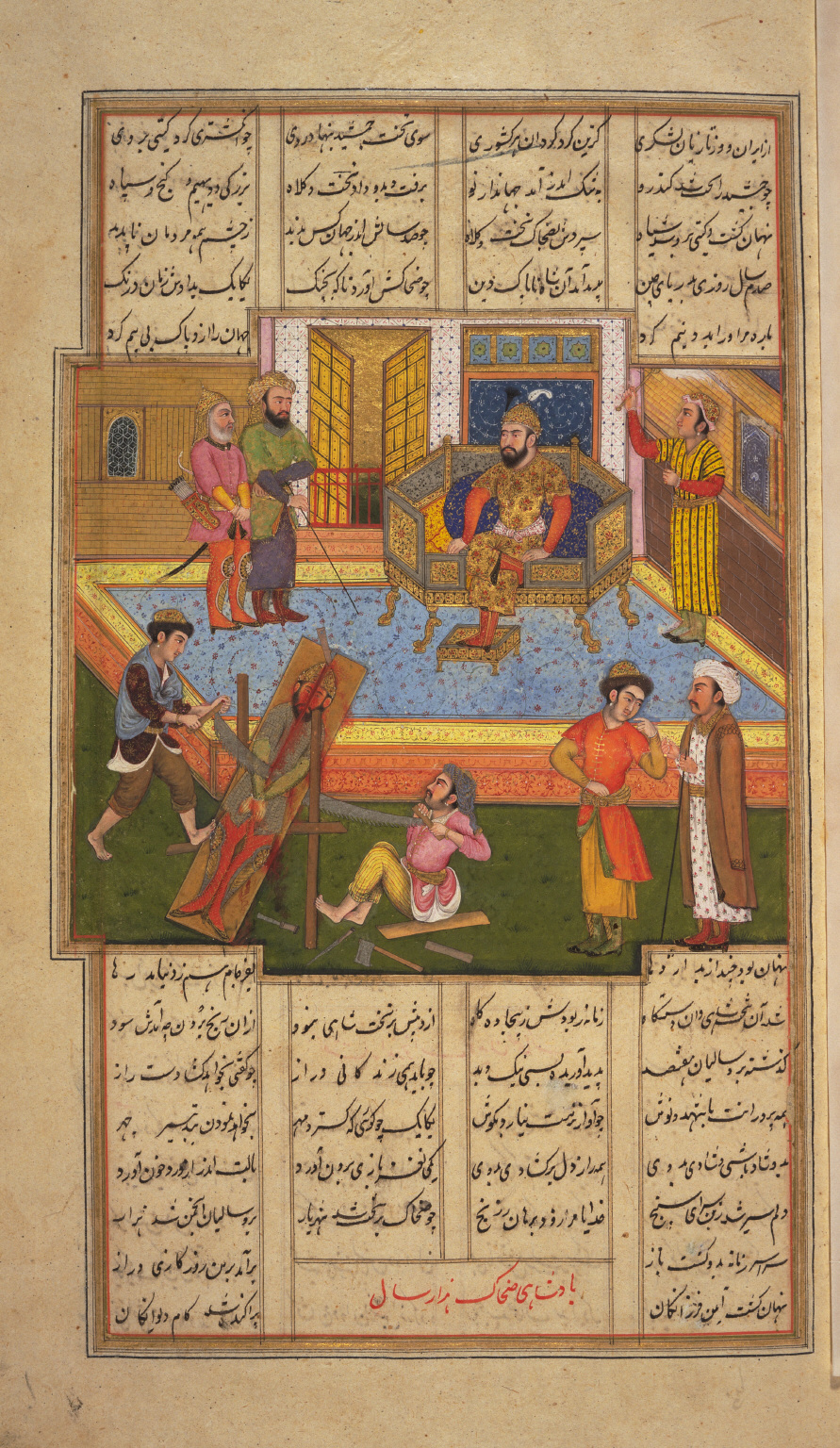
ضحاک فرمان می‌دهد که جمشید را به دو نیم کنند.

پیشدادیان نخستین دودمان فرمانروا در شاهنامه است. واژهٔ «پیشداد» به‌معنی «نخستین کسی که قانون آورده است» است. کیومرث که این دودمان را بنیاد گذاشت، در شاهنامه نخستین فرمان‌روا و در نوشته‌های اوستایی نخستین کسی بوده است که از فرمان اهورامزدا پیروی کرده و اهورامزدا همهٔ تباران آریایی را از او آفریده است. ولی برخی از تاریخ‌نگاران که از نوشته‌های پهلوی بهره برده‌اند، کیومرث را نخستین انسان و هوشنگ را نخستین فرمان‌روا می‌دانند. کیومرث پسری به‌نام سیامک داشت که در جنگ با دیوان کشته شد. سپس هوشنگ (پسر سیامک) کین خون پدرش را از دیوان ستاند و پس از مرگ کیومرث پادشاه هفت کشور شد. او چهل سال فرمانروایی کرد و آهن و آتش را کشف کرد و جشن سده را بنیاد گذاشت و ساختن پوشاک از پوست جانوران را به مردم آموخت. پس از او، تهمورث بر تخت نشست و در برانداختن دیوان رنج بسیار برد و برخی از چهارپایان را رام کرد و آیین‌های نیکو آورد.
پس از تهمورث، فرزندش جمشید پادشاه شد و به ساختن ابزار رزم و خود و زره و آب کردن آهن پرداخت. او گوهرها را از سنگ‌ها بیرون آورد و بوی‌های خوش پدید آورد و به مردم کشتی‌رانی و رشتن و بافتن و دوختن جامه را آموخت. مردم در روزگار او به چهار گروه آتشبان‌ها، جنگجویان، کشاورزان و دست‌ورزان دسته‌بندی می‌شدند. او تختی ساخت و در روز هرمزد از ماه فروردین بر آن تخت نشست و مردم آن روز را نوروز خواندند. او با این نیکی‌ها و پرستش یزدان و درستی سیصد سال فرمانروایی کرد. ولی پس از چندی خودبین شد و خود را خدای جهان دانست و فرّه ایزدی از او دور شد. سرانجام، سپاهی از ایران به سوی تازیان رفت و ضحاک را به پادشاهی ایران و هفت کشور برگزید و او به ایران آمد و از ایرانیان و اعراب سپاهی گردآورد و بر جمشید تاخت و جمشید گریخت و صد سال پنهان شد. ولی او روزی در کنار دریای چین پدیدار شد و ضحاک او (جمشید) را به دو نیم کرد و دخترانش ارنواز و شهرناز را به زنی گرفت.
ضحاک هزار سال فرمانروایی کرد. از آنجا که ضحاک با وسوسه‌های اهرمن پیش‌تر به جای پدر نشسته بود و پدر خویش مرداس را کشته بود، بار دیگر ابلیس با چهرهٔ جوانی راستگو و خردمند به پیشگاه ضحاک آمد و گفت: «من مردی هنرمندم و هنرم ساختن خورش‌ها و خوراک‌های شاهانه است.» لذا ضحاک وی را به سفره آرایی و طبخ خوراک گمارد. اهریمن سفره بسیار رنگینی با خورش‌های گوناگون و گوارا از پرندگان و چهارپایان، آماده می‌کرد و ضحاک خشنود می‌شد. اهریمن پلید هر روز به شکوه سفره‌هایش می‌افزود تا اینکه روزی ضحاک شکم پرور از اهریمن بسیار شادمان شد. پس به او گفت: «هرچه آرزو داری از من بخواه.» اهریمن که جویای این زمان بود گفت: «شاها، دل من از مهر تو لبریز است و جز شادی تو چیزی نمی‌خواهم. تنها یک آرزو دارم و آن این‌که اجازه‌دهی دو کتف تو را از راه بندگی ببوسم.» ضحاک اجازه داد. اهریمن لب بر دو کتف شاه نهاد و ناگاه از روی زمین ناپدید شد. از جای بوسهٔ لبان اهریمن، بر دو کتف ضحاک دو مار سیاه رویید. مارها را از بن بریدند، ولی به جای آن‌ها بی‌درنگ دو مار دیگر رویید. ضحاک پریشان شد و در پی چاره افتاد. پزشکان هرچه کوشیدند سودمند نیفتاد.
زمانی‌که همه پزشکان درماندند، اهریمن خود را به شکل پزشکی ماهر درآورد و نزد ضحاک رفت و گفت: «بریدن ماران سودی ندارد. داروی این درد مغز سر انسان است. برای آن‌که ماران آرام باشند و گزندی نرسانند چاره آن است که هر روز دو تن را بکُشند و از مغز سر آن‌ها برای ماران خورش بسازند. شاید از این راه سرانجام ماران بمیرند.»
اهریمن که با آدمیان و آسودگی آنان دشمن بود، می‌خواست از این راه همه مردم را به کشتن دهد و تخمهٔ آدمیان را براندازد. در روزگار ضحاک آیین فرزانگان پنهان و کام دیوان آشکار شد و هر روز مغز دو مرد جوان را برای خورش به مارهای روی شانه‌های ضحاک می‌دادند، اما دو تن به نام‌های ارمایل و گرمایل هر روز جان یکی از جوان‌ها را رهایی می‌بخشیدند. وقتی که چهل سال از پادشاهی ضحاک مانده بود، در شبی سه نفر را که فر کیانی داشتند، در خواب دید. خواب‌گزاران او را از پیدایش فریدون آگاه کردند و هنگامی که او در جستجوی فریدون بود، کاوهٔ آهنگر بر او به پا خاست و فریدون را به پادشاهی برگزید و او را به جنگ با ضحاک برانگیخت و فریدون او را در کوه دماوند در غاری آویخت. فردوسی بارها ضحاک را اژدها یاد کرده است:
| فریدون چنین پاسخ آورد باز  |  | که گر چرخ دادم دهد از فراز |
| ببرم پی اژدها را به خاک    |  | بشویم جهان را ز ناپاک پاک  |
| که گر اژدها را کنم زیر خاک |  | بشویم شما را سر از گرد پاک |

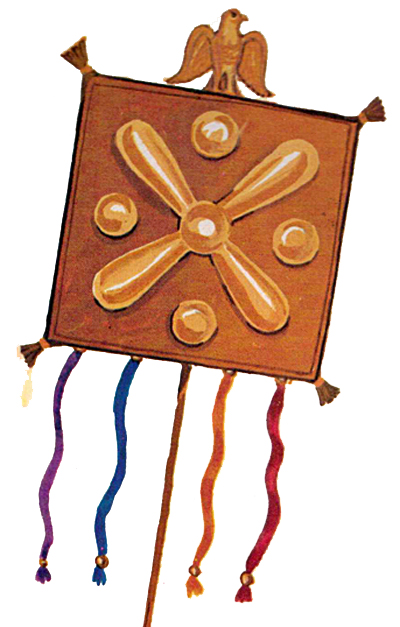
نگارهٔ بازسازی شده از درفش کاویانی که کاوهٔ آهنگر در میدان اصفهان برافراشت

فریدون از نژاد جمشید و فرزند آبتین و فرانک بود. او گسترهٔ فرمانروایی خود را به سه پاره کرد و هر پاره را به یکی از پسران خود سپرد. او پادشاهی ایران به ایرج، توران به تور و روم را به سلم داد. تور و سلم، ایرج را کشتند و فریدون به‌دست منوچهر به کین‌خواهی ایرج به‌پا خاست. منوچهر نیز که نوادهٔ فریدون و پسر پشنگ بود، تور و سلم را به‌یاری پهلوانانی مانند نریمان و قارن کشت. پس از آن منوچهر نزد فریدون آمد و فریدون او را به پادشاهی برگزید و خود درگذشت.

#### بخش پهلوانی

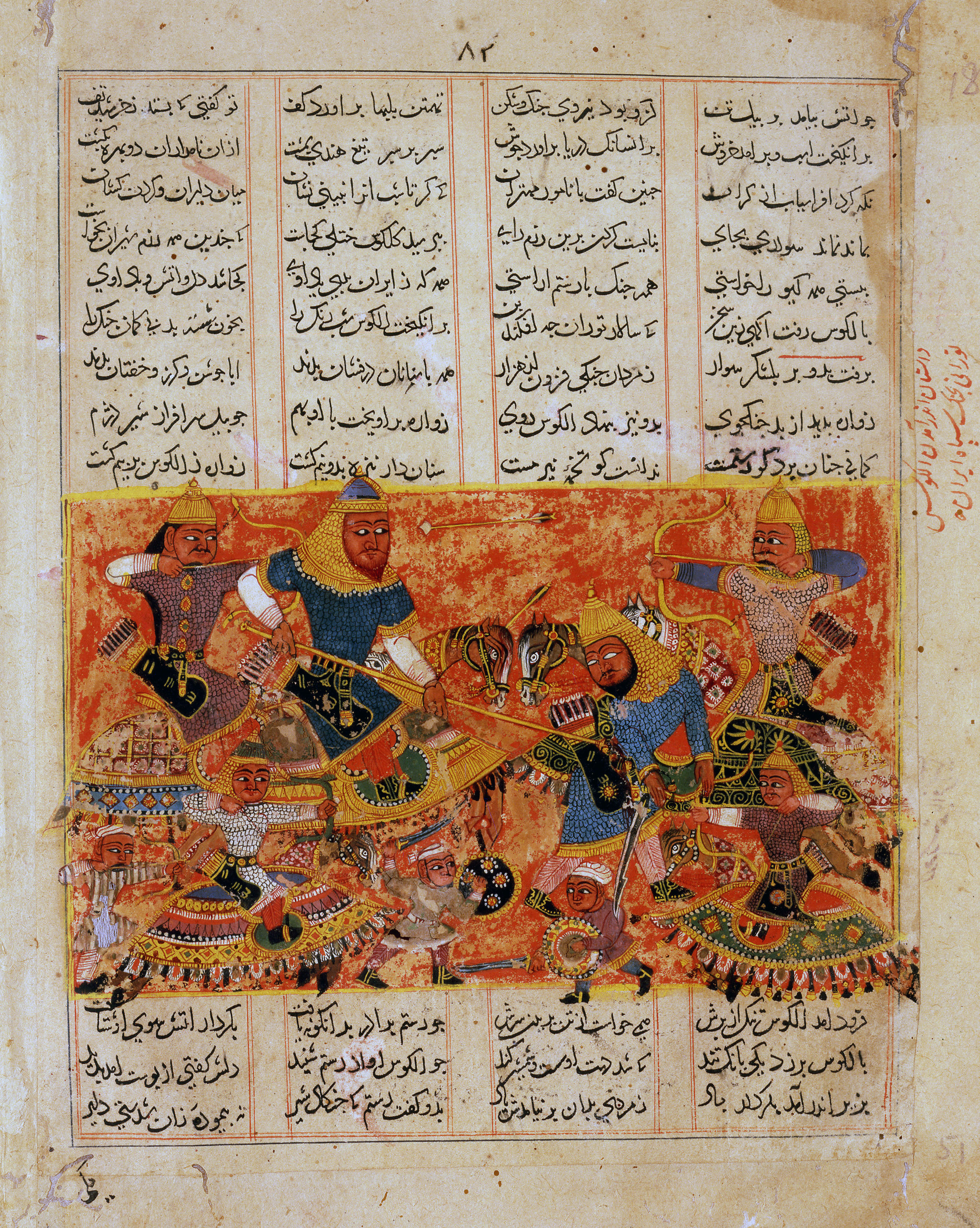
رستم با نیزه‌اش اَلکوس (پهلوانی تورانی) را می‌کشد.

از سام نریمان پسری پدید آمد که به نشان موهای سپیدش او را زال نامیدند، ولی سام او را نپذیرفت و او را در کوه البرز نهاد و سیمرغ او را یافت و پروراند. پس از چندی سام در خوابی پهلوانی را دید که از وجود زال در البرز کوه مژده می‌داد و این خواب دو بار تکرار شد؛ بنابراین سام به البرز رفت و سیمرغ، زال را به او داد. زال از جانب سام پادشاه سیستان شد و شیفتهٔ رودابه دختر مهراب کابلی شد، ولی چون مهراب از نژاد ضحاک بود، زال به زناشویی با دخترش تن نمی‌داد تا این که موبدان به زال و منوچهر مژده دادند که از رودابه پهلوانی زاده خواهدشد؛ بنابراین زال، رودابه را به زنی گرفت و از این پیوند رستم زاده‌شد. زایش رستم با رنج بسیاری همراه بود و سیمرغ دستور می‌دهد که پهلوی رودابه را شکافته و رستم را از شکم او بیرون بیاورند. رستم دو برادر به نام‌های شغاد و زواره داشت. از رستم پنج فرزند به نام‌های فرامرز، سهراب، جهانگیر، بانو گشسپ و زر بانو پدید آمد. سهراب به‌دست پدر کشته‌شد، ولی از او فرزندی به نام برزو و از برزو فرزندی به نام شهریار به‌جای ماند. جهانگیر نیز مانند رستم جنگی با ایرانیان و پدر خود رستم و برادر خود فرامرز کرد که در پایان شناخته شد و از مرگ گریخت، ولی در پایان دیوی او را از کوه پرتاب کرد و کشت.
پس از منوچهر، فرزندش نوذر بر تخت نشست و چون از راه پدر سرپیچی کرد، لشکریانش بر او شوریدند، ولی سام دوباره او را به راه آورد. پشنگ (پادشاه وقت توران) دو فرزند خود افراسیاب و اغریرث را با بزرگان توران زمین و سپاهی بزرگ به نبرد با نوذر فرستاد. افراسیاب پس از سه جنگ نوذر را اسیر کرد و کشت و زال به جنگ افراسیاب رفت و زَوْ را پادشاه کرد. زَوْ به‌یاری پهلوانان ایران با افراسیاب جنگ‌های بسیاری کرد و چون خشکسالی و کمبود جهانیان را آزرده کرده‌بود، زو و افراسیاب به آشتی تن دادند و آمودریا مرز ایران و توران شد. سرانجام، زَوْ پس از پنج سال پادشاهی در هشتاد و شش سالگی درگذشت.
پس از زَوْ، گرشاسپ بر تخت نشست و نه سال پادشاهی کرد و در بازپسین سال پادشاهی او، افراسیاب به فرمان پشنگ به ایران روی آورد و گرشاسپ درگذشت و روزگار آزار و ستیز ایرانیان به دستِ تورانیان فرارسید تا زال، رستم را به جستجوی کی‌قباد به البرزکوه فرستاد. کی‌قباد که از نژاد فریدون بود، پادشاهی ایران را پذیرفت و دودمان کیانیان را بنیاد گذاشت. او به درخواست پهلوانان ایران به نبرد با افراسیاب شتافت و با او جنگی سخت کرد که در این جنگ رستم پهلوانی‌ها کرد و افراسیاب که تاب ایستادگی نداشت، از پشنگ درخواست کرد که با ایرانیان آشتی کند و آمودریا مرز ایران و توران باشد. سپس کی‌قباد اصطخر را به پایتختی برگزید و شهرها و آبادی‌ها ساخت و صد سال پادشاهی کرد. پس از کی‌قباد، پسرش کی‌کاووس بر تخت شهریاری نشست. او نخست آهنگ چیرگی بر مازندران کرد و پندهای زال را نپذیرفت و با گروهی از سواران و دلیران ایران به مازندران تاخت. ارژنگ (پادشاه مازندران) از دیو سپید یاری خواست و او به جادو، کی‌کاووس و لشکریانش را کور کرد و به بند افکند. یکی از سپاهیان کی‌کاووس که از جادو دور مانده‌بود، به زال آگاهی رساند و او رستم را به مازندران فرستاد. رستم، دیو سپید را کشت و جگر او را بر چشم ایرانیان مالید و همه را بینا کرد. سپس کی‌کاووس به ایران بازگشت و پس از زمانی پادشاه بربر، مصر و هاماوران را شکست داد و سودابه (شاهزادهٔ هاماوران) را به زنی گرفت. ولی شاه هاماوران با چاره اندیشیدن، کی‌کاووس و سپاهیانش را به بند افکند و زمانی این خبر فراگیر شد، ترکان و تازیان به ایران دست افکندند. سپس افراسیاب به ایران تاخت و تازیان را از ایران بیرون راند و خودش پادشاه ایران شد. پس از آن رستم به هاماوران رفت و کی‌کاووس را نجات داد و کی‌کاووس با سودابه و پهلوانان به ایران بازگشت و افراسیاب را از ایران بیرون راند. از کی‌کاووس دو پسر به نام‌های سیاوش و فریبرز به جای ماند. سودابه (همسر کی‌کاووس) به سیاوش دل باخت، ولی سیاوش به خواستهٔ او تن نداد و سودابه او را نزد پدرش بدنام کرد و دغل‌بازخواند و سیاوش برای نشان دادن بی‌گناهی خود، از آتش گذر کرد. او پس از چندی با سپاهی بزرگ به جنگ با افراسیاب رفت و افراسیاب که توان ایستایی در برابر او را نداشت، درخواست آشتی کرد و سیاوش پذیرفت. ولی کی‌کاووس تندخو به آشتی تن نداد و سیاوش را در نامه‌ای سرزنش کرد. سیاوش از کی‌کاووس دلگیر شد و نزد افراسیاب به توران رفت. افراسیاب و پیران ویسه او را گرامی شمردند و پیران دختر خود جریره و افراسیاب دختر خود فریگیس را به سیاوش دادند. پس از گذشت زمانی، گرسیوز که به سیاوش رشک می‌برد، افراسیاب را به کشتن سیاوش برانگیخت و افراسیاب نیز سیاوش را کشت. پس از رسیدن خبر کشته شدن سیاوش به ایران، آشوب بزرگی برخاست و رستم، سودابه را برای خونخواهی سیاوش کشت و به توران تاخت و توران را ویران کرد. از سیاوش دو پسر به نام‌های کی‌خسرو از فریگیس و فرود از جریره به‌جای ماند.

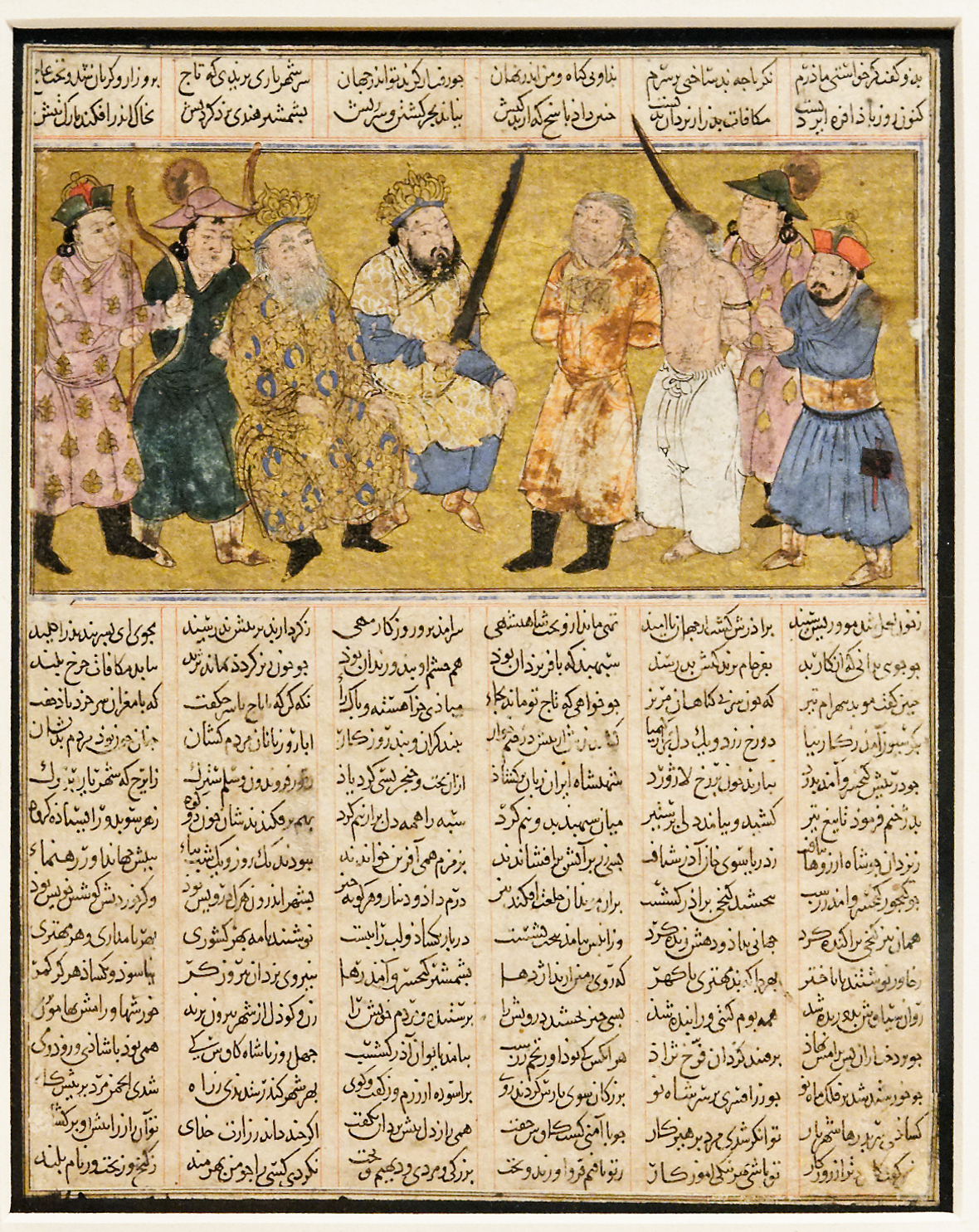
کی‌خسرو، افراسیاب را به کین پدرش، سیاوش، می‌کشد.

پس از کشته شدن سیاوش به‌فرمان افراسیاب، فریگیس پسری آورد به‌نام کی‌خسرو. افراسیاب فرمان داد که او را نزد چوپان‌ها به کوه بفرستند تا از نژاد خود آگاه نباشد. پیران نیز چنین کرد و کی‌خسرو را به چوپان‌ها سپرد و زمانی‌که کی‌خسرو چند ساله شد، او را نزد خود آورد و افراسیاب فرمان داد که او و مادرش فریگیس به گنگ دژ بروند. سرانجام، گیو به‌فرمان پدر آهنگِ یافتن کی‌خسرو در توران کرد و پس از هفت سال جستجو، او را یافت و با مادرش فریگیس به ایران آورد. پس از رسیدن کی‌خسرو به ایران، بر سر جانشینی کی‌کاووس میان او و فریبرز (پسر کی‌کاووس) ناسازگاری افتاد و بر این شد که هر کدام بتواند دژ بهمن را بگشاید، جانشین کی‌کاووس است و گشودن این دژ تنها از دست کی‌خسرو برآمد. پس از آن، کی‌خسرو به‌فرمان کی‌کاووس به خونخواهی پدرش سیاوش برخاست و سرانجام افراسیاب و برادرش گرسیوز را به کین پدرش کشت. پس از کشته شدن افراسیاب، کی‌کاووس پادشاهی خود را به کی‌خسرو داد و پس از ۱۲۰ سال پادشاهی درگذشت. سپس کی‌خسرو، جهن (پسر افراسیاب) را پادشاه توران کرد و خود پس از خستگی از کار جهان، لهراسپ را به‌جای خود به تخت نشاند و خود با توس، گودرز و فریبرز به کوهی ناپدید شد. لهراسپ در درگاه کی‌خسرو مردی گمنام و از نژاد کی‌قباد بود و او آتشکده‌ای به نام آذر برزین‌مهر ساخت. او دو پسر به نام‌های زریر و گشتاسپ داشت که پادشاهی را به گشتاسپ سپرد و خود به آتشکدهٔ نوبهار در بلخ رفت و به ستایش خدا پرداخت و پیرو و پذیرای آیین زرتشت شد.
در دورهٔ پادشاهی گشتاسپ، زرتشت آیین نویی آورد و گشتاسپ کیش او را پذیرفت. ولی ارجاسپ (پادشاه توران) با گشتاسپ ناسازگاری داشت و میان او و گشتاسپ جنگ‌ها درگرفت تا سرانجام ارجاسپ به دست اسفندیار کشته‌شد. اسفندیار آرزوی تخت پادشاهی داشت و چون گشتاسپ با هیچ بهانه‌ای از رنج خواهش او آسوده نمی‌ماند، او را برای جنگ با رستم به سیستان فرستاد و این شاهزاده به دست رستم کشته‌شد. ولی رستم، بهمن (پسر اسفندیار) را به خواهش اسفندیار پروراند و پس از چندی او را نزد گشتاسپ فرستاد و گشتاسپ او را جانشین خود کرد.
گروهی از خاورشناسان مانند یوهانس هرتل و ارنست هرتسفلد، کیانیان را هخامنشیان یکسان دانسته و کوشیده‌اند که پادشاهان کیانی و هخامنشی را با یک‌دیگر برابر نهند. هرتل باور داشت که زرتشت در زمان پادشاهی ویشتاسپ (پدر داریوش بزرگ) زندگی می‌کرده است. او چنین پنداشته است که پادشاهان کیانی از کی‌قباد تا کی‌خسرو، سران تباران باختری ایران بودند و ممکن است شخصیت تاریخی داشته یا داستانی و اساطیری بوده‌باشند، ولی دیگر پادشاهان کیانی، همان شاهنشاهان هخامنشی بوده‌اند. ولی هرتسفلد از این نیز فراتر رفته و گفته است که نخستین پادشاهان کیانی، همان شاهان ماد بوده‌اند که هرودوت و کتزیاس از آن‌ها نام برده‌اند و کی‌خسرو نیز همان کوروش بزرگ است؛ ولی برخی از تاریخ‌نگاران مانند مسعودی، حمزه اصفهانی، حمدالله مستوفی و … کی‌بهمن را با کوروش بزرگ یکسان می‌دانند.

#### بخش تاریخی

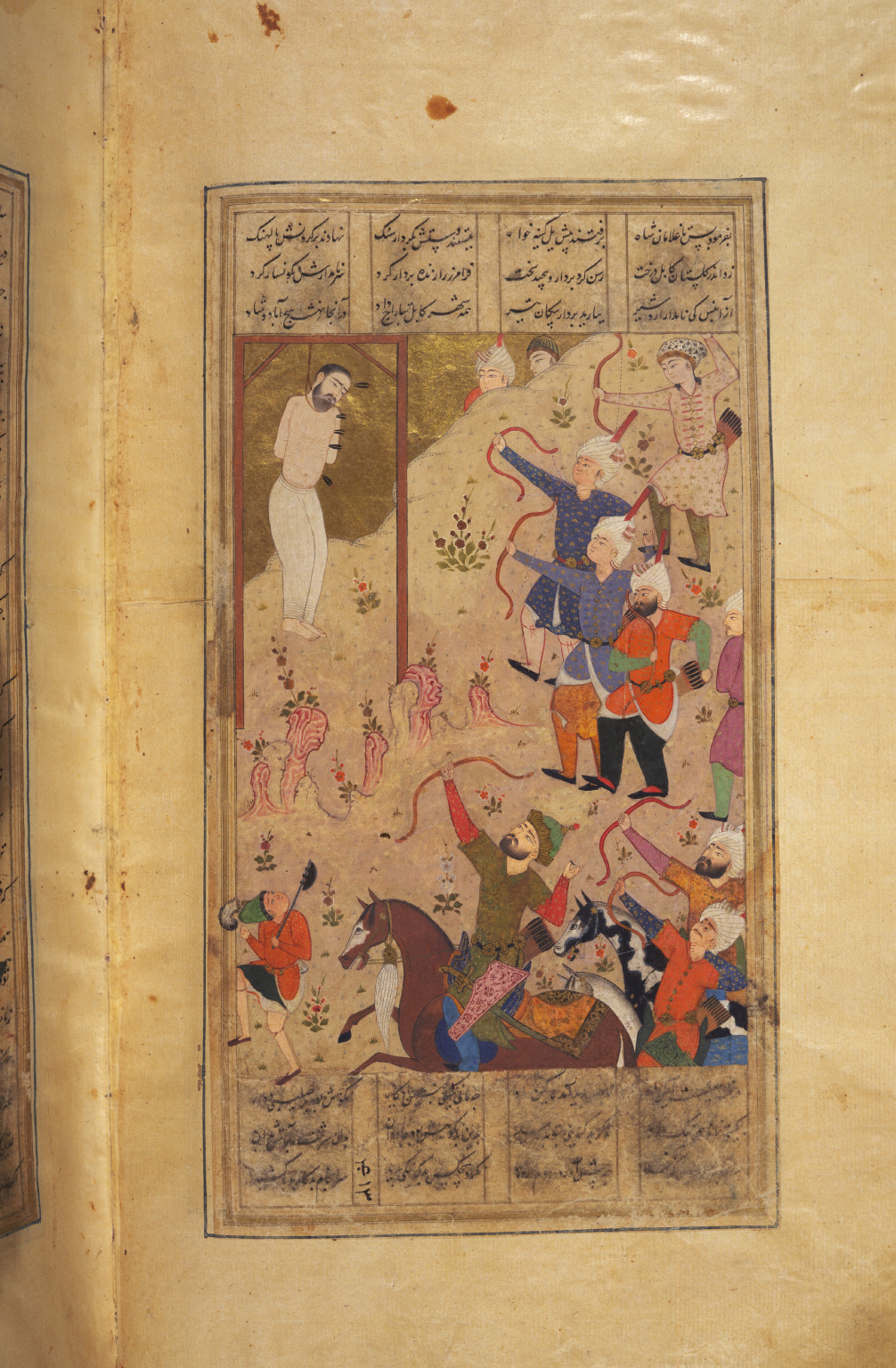
تیرباران شدن فرامرز به‌دست کی‌بهمن در کابل نگاره‌ای از شاهنامهٔ تهماسبی متعلق به ۱۵۴۴ م. (دورهٔ صفوی) جای نگهداری: کتابخانه دانشگاه پرینستون

رستم، بهمن را نزد گشتاسپ فرستاد و گشتاسپ او را بر تخت نشاند و از آن پس بهمن را اردشیر خواند. نخستین کاری که بهمن کرد، کین‌خواهی از دودمان رستم بود؛ او زال را به بند کشید و فرامرز را بر دار و تیرباران کرد. پشوتن (پسر گشتاسپ) از نفرین رودابه ترسید و به بهمن گفت که زال را ببخشد و همهٔ خاندان رستم را به جای خود بفرستد و بهمن نیز چنین کرد. بهمن پسری به نام ساسان و دختری به نام همای شناخته‌شده به چهرزاد داشت که بسیار زیبا بود. چنان‌که فردوسی دربارهٔ زیبایی او می‌سراید:
| پدر در پذیرفتش از نیکوی |  | بدان دین که خواند ورا پهلوی |

همای باردار شد و در همان هنگام بهمن بیمار شد و در بستر مرگ همای را به جانشینی خود برگزید. نام بهمن در اوستا نیامده است و این نخستین بار است که روایت‌های ملی ایران از اوستا جدا و با تاریخ دودمان هخامنشیان درمی‌آمیزد. همای نیز سی و دو سال پادشاهی کرد. پس از همای نیز داراب به درازی دوازده سال پادشاه شد که فرزند بهمن و همای بود. از داراب دو پسر به نام‌های دارا و اسکندر بر جای ماند که دارا پس از او پادشاه ایران شد. مادر اسکندر (ناهید) دختر فیلقوس بود و اسکندر پس از نیای مادری خود پادشاه روم شد. این روایت دربارهٔ اسکندر را برخی از تاریخ‌نگاران دیگر نیز آورده‌اند. دارا بازپسین پادشاه کیانی بود که پس از خیزش اسکندر و سه رزم با او به کرمان گریخت و از اسکندر درخواست آشتی کرد. ولی اسکندر آشتی را نپذیرفت و دارا از پادشاه هند یاری خواست، ولی اسکندر لشگریان دارا را شکست داد و دارا به‌دست جانوسیار و ماهیار کشته شد و اسکندر پادشاه ایران شد. دارا همان داریوش سوم است که در عهد او اسکندر مقدونی به ایران لشکر کشید. اسکندر در ادبیات پهلوی برافکنندهٔ شاهنشاهان ایران و سوزانندهٔ کاخ شاهان هخامنشی است و در نوشته‌های زرتشتی نفرین‌شده خوانده شده است. ولی او در شاهنامه یک شخصیت خاکستری است.
در اوستا بخش تاریخی شاهنامه (پادشاهی بهمن، همای، داراب، دارا و اسکندر) نیامده است و واپسین پادشاه کیانی (در اوستا) کی‌گشتاسپ است؛ گمان می‌رود که ساسانیان، هخامنشیان را با دودمان کیانیان پیوند دادند و پادشاهی بهمن تا اسکندر را با کیانیان یکی کرده‌اند.
شاهنامه از اشکانیان و شاهان آن به جز یاد نام و برخی دانستنی‌های ناقص چیزی نگفته است. فردوسی دربارهٔ اشکانیان چنین گفته است که پس از اسکندر کسی را تاج و تخت نبود و بزرگانی از نژاد کی‌آرش (پسر کی‌قباد) هر یک بخشی از ایران را به دست گرفتند و پادشاه شدند و دویست سال همین‌گونه گذشت. ارشک، شاپور، گودرز، بیژن، نرسی، اورمزد بزرگ، آرش، اردوان و بهرام (معروف به اردوان بزرگ) شاهان اشکانی در شاهنامه هستند. اما وقتی که شاهان اشکانی از میان رفتند، کسی تاریخ‌شان را بر زبان نیاورد:
| چو کوتاه شد شاخ و هم بیخشان |  | نگوید جهاندیده تاریخشان  |
| از ایشان جز از نام نشنیده‌ام |  | نه در نامه خسروان دیده‌ام |

بن‌مایگان تاریخی مانند سنگ‌نبشته‌های ساسانی، نوشته‌های پهلوی (پارسی میانه) و تاریخ‌های پارسی و عربی مانند تاریخ طبری گزارش‌های گونه‌گونی از تبار و نژاد دودمان ساسانی به دست داده‌اند. در این میان، گزارش شاهنامه از تبار ساسانیان در سنجش با دیگر بن‌مایگان از ناهماهنگی فراوانی برخوردار است که نمایان‌گر ناهماهنگی بن‌مایهٔ دانسته‌های فردوسی با تاریخ‌نگاران سده‌های نخست اسلام است.
شاهنامه با شکست سپاه ایران به پادشاهی یزدگرد سوم از اعراب به پایان می‌رسد. فردوسی دربارهٔ یورش اعراب به ایران چنین می‌سراید:
| به ایرانیان زار و گریان شدم       |  | ز ساسانیان نیز بریان شدم      |
| دریغ این سر و تاج و این داد و تخت |  | دریغ این بزرگی و این فرّ و بخت |
| دریغ این سر و تاج و این مهر و داد |  | که خواهد شدن تخت شاهی به باد  |
| چو با تخت منبر برابر کنند         |  | همه نام بوبکر و عمَّر کنند      |
| نه تخت و نه دیهیم بینی نه شهر     |  | از اختر همه تازیان راست بهر   |

### واژگان عربی در شاهنامه
فردوسی هنگامی شاهنامه را به نظم کشید که زبان پارسی دستخوش آشفتگی بود و او با سرودن شاهنامه از آشفتگی و افزونی آن جلوگیری کرد. زبان زندهٔ روزگار او پارسی سره نبود بلکه پارسی دری بود و اگر می‌خواست تنها از پارسی سره که بسیاری از واژگان آن رهاشده و مرده بود، بهره‌گیرد، شاهنامه مانند بسیاری از آثار ادبی سده‌های پیشین از میان می‌رفت. با این که شاهنامه، برگردانی از چند نثر کهن همچون شاهنامهٔ ابومنصوری است، فردوسی در زمان‌های مناسب از واژگان دخیل عربی بهره می‌گرفت تا مردم ایران سخنان او را به آسانی بخوانند و بفهمند. بیت یکی مانده به پایان داستان رستم و اشکبوس چنین است:
| قضا گفت گیر و قدر گفت ده |  | فلک گفت احسن ملک گفت زه |

در این بیت پنج واژهٔ عربی (قضا، قدر، فلک، احسن، ملک) هست. اگر هر بیت را، هشت واژه درنظر بگیریم و در شصت‌هزار بیت ضرب کنیم، چیزی نزدیک چهارصد و هشتاد هزار واژه می‌شود که شمار واژگان عربی شاهنامه ۸۶۵ است که چندی از آن‌ها عبارتند از: شمع، صدف، طلسم، طول، عجم، عاشق، عکس، غول، فدا، قیمت، کعبه، لیکن، مدح، مقدس، نحس، نشاط، وحشی، هندسه، یتیم، یقین.

## نسخه‌ها

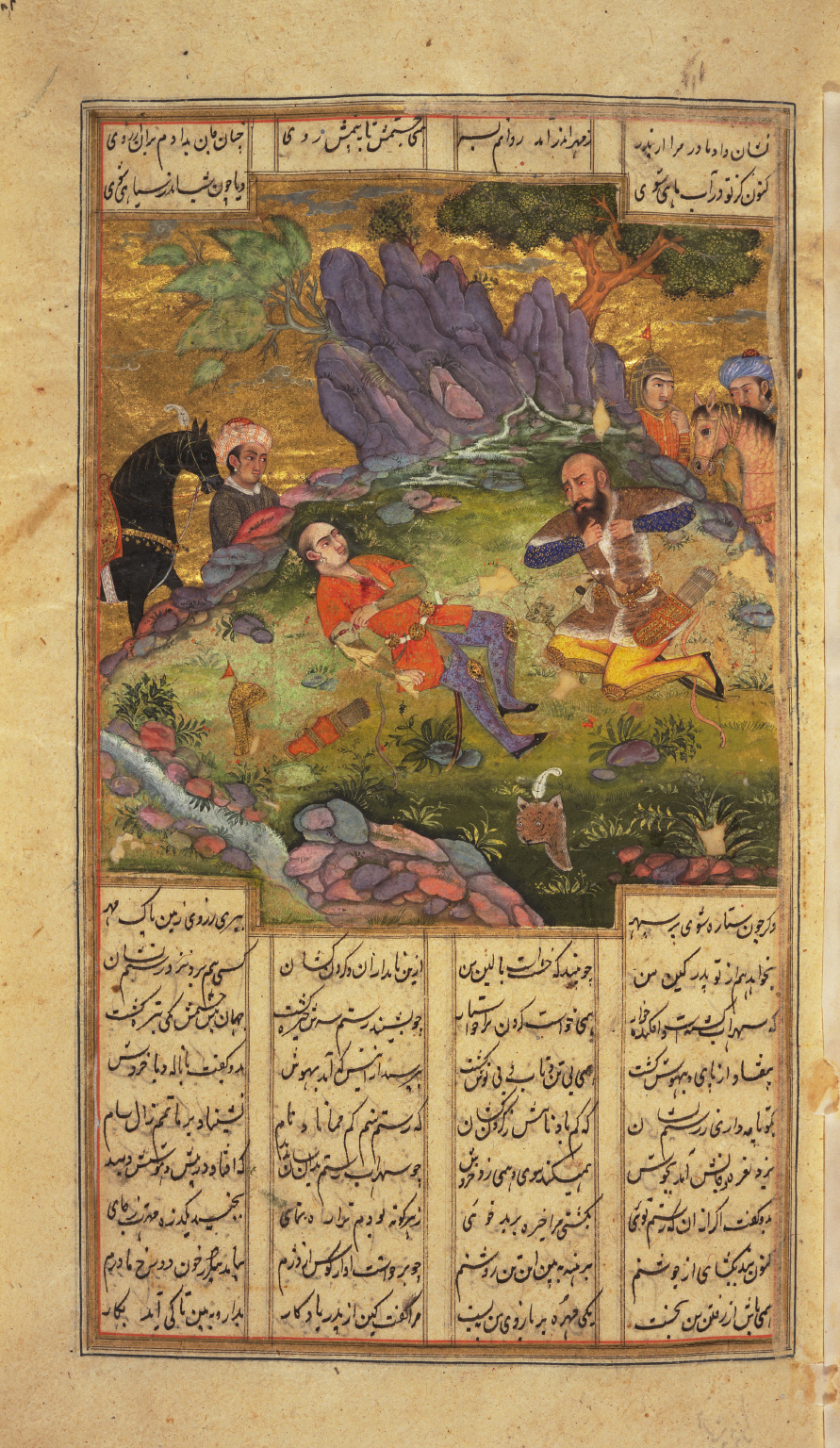
گریه و شیون رستم بر مرگ سهراب

نسخه‌های دست‌نویس شاهنامه بسیار است، از تاریخ‌دار گرفته تا نسخه‌های بی‌تاریخ. برپایهٔ کتابشناسی فردوسی و شاهنامه از آغاز تا سال ۱۳۸۵ گردآوری ایرج افشار، شمار نسخه‌های تاریخ‌دارِ نگاره‌دار و بی‌نگاره و نگاشته میان سال‌های ۶۷۵ تا ۱۳۱۴ ه‍.ق شناسانده در فهرست‌ها ۳۲۳ نسخه و شمار نسخه‌های بی‌تاریخِ نگاره‌دار و بی‌نگاره نگاشته میان سدهٔ هفتم تا سیزدهم ه‍.ق ۳۲۲ نسخه است. با به‌شمار آوردن دست‌نویس‌های کامل و ناقص پس از سدهٔ یازدهم و درنظرگرفتن دست‌نویس‌های ازمیان‌رفتهٔ این کتاب، شاید شمار همهٔ آن‌ها از هزار افزون شود. برخی از مهم‌ترین نسخه‌های شاهنامه عبارتند از:
نسخهٔ فلورانس
کهن‌ترین دست‌نویس تاریخ‌دار شناخته‌شده از شاهنامه به دویست سال پس از سرایش این اثر و به تاریخ سه‌شنبه سی‌ام محرم سال ۶۱۴ ه‍.ق (۱۲۱۷ میلادی) بازمی‌گردد و در کتابخانهٔ ملی فلورانس نگه‌داری می‌شود. نام نویسنده و محل کتاب روشن نیست. این نسخه در سال ۱۹۷۸ م به‌دست آنجلو پیه‌مونتزه، ایران‌شناس ایتالیایی، در طی فعالیت‌های پژوهشی و بایگانی کتاب‌های دست‌نویس زبان پارسی در کتابخانه‌های ایتالیا شناسایی شد. این نسخه دو جلد بوده که جلد دوم ازمیان رفته است. جلد موجود دربردارندهٔ نیمهٔ نخست شاهنامه تا پادشاهی کیخسرو است. آغاز این دست‌نویس افتادگی دارد و کتاب از میانهٔ پیشگفتار منثور آغاز می‌شود. این دست‌نویس بی‌نگاره است، اما دارای ۷۱۴ لوح تزیینی است که درخور توجه است. باوجود بی‌گزند نماندن از دستبردهای روزگار، روی‌هم‌رفته این دست‌نویس معتبرترین دست‌نویس موجود از شاهنامه است. این نسخه به‌دست عزیزالله جوینی در سال ۱۳۷۵ تصحیح و توسط انتشارات دانشگاه تهران طی یک دورهٔ ۷ جلدی چاپ شده است.
نسخهٔ موزهٔ بریتانیا
این نسخه در سال ۶۷۵ قمری (۱۲۷۶–۱۲۷۷ میلادی) نوشته شده است و در موزه بریتانیا نگه‌داری می‌شود.
نسخهٔ کتابخانهٔ موزهٔ ملی قاهره
به تاریخ ۷۴۱ هجری و نیز نسخهٔ ۷۹۶ هجری که این دو دست‌نویس معتبر و کامل و تاریخ‌دار می‌باشند.
نسخهٔ سنت ژوزف بیروت
این نسخهٔ متعلق به کتابخانهٔ اورینتال (Bibliothèque Orientale) دانشگاه سینت جوزف (Saint-Joseph University) توسط مصطفی موسوی – استاد زبان و ادبیات فارسی دانشگاه تهران- یافت شده است. تاریخ نگارش این نسخه ۱۲۵۰–۱۳۵۰ میلادی گمان می‌رود. این نسخه در چهار ستون و دو روی برگ نوشته شده است و دارای ۹۹۲ صفحه (۴۹۶ برگ) است و عموماً در هر صفحه ۲۵ خط نوشته شده است. این دست‌نوشته نگاره‌دار نیست.
نسخه سعدلو
نسخه‌ای است از شاهنامه فردوسی در اواخر قرن هفتم تا اوایل قرن هشتم که دارای خصوصیات ارزشمندی در زمینه نسخه‌شناسی و تصحیح شاهنامه فردوسی است. نسخه خطی از چند قرن در خاندان قدیمی سعدلو یکی از خاندان‌های قدیمی مقیم نخجوان نگهداری می‌شده است، مالک این نسخه برای آنکه پس از او این ودیعه خاندانی تباه نشود یا به دست دلالان نیفتد آن را به کتابخانه و مرکز اسناد دایرةالمعارف بزرگ اسلامی تحویل شد. این نسخه در اندازه قطع رحلی ۲۳ در ۳۳ سانتی‌متر می‌باشد و شامل ۵۳۹ برگ است. رسم‌الخط کتاب و برخی خصوصیات املایی و شواهد دیگر نشان می‌دهد که این نسخه از شاهنامه بازمانده اواخر قرن هفتم تا اوایل قرن هشتم می‌باشد. این نسخه کهن‌ترین نسخه شناخته شده شاهنامه در ایران و یکی از کهن‌ترین نسخه‌های این کتاب در جهان است.
در این نسخه تمامی شاهنامه به خط نسخ خوب و پخته و خوانا با قلمی فولادی بر کاغذی سمرقندی نسبتاً ضخیم نخودی رنگ نوشته شده است.
متن صفحات با خطوط طلایی در چهار ستون جدول‌بندی شده و هر صفحه شامل ۵۰ بیت شاهنامه در متن و ۲۵ بیت خمسه نظامی در حواشی است.
بررسی این نسخه در مقایسه با اقدم نسخ موجود، نشان می‌دهد این نسخه رونوشتی از نسخه‌های قدیم تر نیست و وجود بخش عظیمی از ضبط‌های کهن در آن نشان می‌دهد نسخه، نسخه ای اصیل و در خور بررسی است.
بنا به گفته ابوالفضل خطیبی از میان نسخه‌های بی‌تاریخ موجود در ایران، نسخه معروف به سعدلو که گمان می‌رود در اواخر قرن هفتم یا نیمه اول قرن هشتم هجری کتابت شده، از بقیه مهم‌تر و معتبرتر است. این نسخه در کتابخانه مرکز دایرةالمعارف بزرگ اسلامی نگهداری می‌شود و به صورت عکسی نیز به چاپ رسیده است.
چاپ عکسی از این نسخه در سال ۱۳۷۹ توسط انتشارات مرکز دایرةالمعارف بزرگ اسلامی با مقدمه فتح‌الله مجتبایی چاپ شد.
نسخهٔ فرهنگستان شماره ۱ علوم شوروی
در سال ۸۴۹ هجری نوشته‌شده و با متن نسخهٔ لنینگراد هم‌خوانی و هماهنگی دارد.
نسخهٔ فرهنگستان شماره ۲ علوم شوروی
بی‌تاریخ است، اما به گمان در سال ۸۵۰ هجری نوشته‌شده است و در بسیاری موارد با نسخهٔ نخست فرهنگستان هم‌خوان و برابر است.
برگردان عربی شاهنامه
به دست بنداری در سال‌های ۶۲۰–۶۲۱ نوشته‌شده است و اهمیت آن در این است که وی نسخه‌ای در دسترس داشته که باید آن را کهن‌ترین شاهنامهٔ جهان به‌شمار آورد.
برخی از نسخه‌های موجود در هند
- نسخهٔ خدابخش (۷۸۹ هجری، ۱۳۸۷ میلادی) نستعلیق، ابن یحیی، ۷۶۸ صفحه، ۲۱ سطر، اندازه ۲۵٫۵x۱۶٫۵
- نسخهٔ شورای هند (۸۲۹ هجری، ۱۴۲۶ میلادی) نستعلیق، ۱۴۳۲ صفحه، ۱۹ سطر، اندازه ۲۱٫۵x۳۲
- نسخهٔ موزهٔ ملی(۸۳۱ هجری، ۱۴۲۷ میلادی) نستعلیق، ابن محمود المحمود، ۱۱۷۰ صفحه (چهار ستون)، اندازه ۲۲x۳۲
- نسخهٔ رامپور (۸۴۰ هجری) نستعلیق، محمد بن محمد یوسف التشتری، ۱۰۷۸ صفحه
- نسخهٔ ایوانف (۸۸۲ هجری، ۱۴۷۷ میلادی) نستعلیق شکسته، بدهن بن قوام الدین بن کمال الدین یوسف علم دار، ۱۲۵۸ صفحه، ۲۱ سطر (چهر ستون)، اندازه ۲۴x۳۱
- نسخهٔ دانشگاه علیگره (۸۹۴ هجری، ۱۴۸۸ میلادی) نستعلیق، ۱۶۰۶ صفحه، ۲۷ سطر، اندازه ۱۲x۱۲٫۹
- نسخهٔ خدابخش (۹۴۲ هجری، ۱۵۲۷ میلادی) نستعلیق، مرشد الکاتب الشیرازی، ۱۲۲۴ صفحه، ۲۵ سطر، اندازه ۲۵x۳۴
- نسخهٔ حمیدیه (۹۶۲ هجری، ۱۵۵۴ میلادی)
- نسخهٔ بارت اتهاس (۹۷۵ هجری، ۱۵۶۷ میلادی)
- نسخهٔ سالارجنگ (۹۷۷ هجری، ۱۵۶۹ میلادی)

#### نسخه‌های دست‌نویس نگاره‌دار شاهنامه
دورهٔ سلجوقی

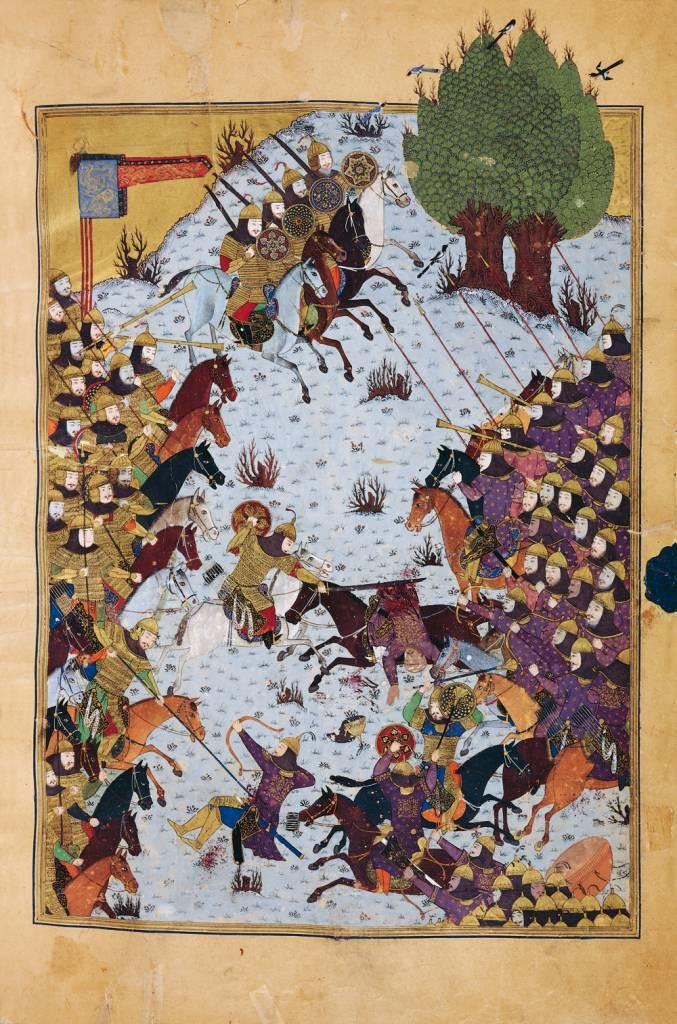
نگارهٔ نبرد کیخسرو و افراسیاب از شاهنامه بایسنقری

شاهنامهٔ کاما یکی از کهن‌ترین نسخه‌های شاهنامه است که شناسایی شده است. نخستین بار این کتاب به دست مهدی غروی در نوشتاری در سال ۱۳۵۲ در مجله هنر و مردم شناسانده شد. به نظر کارشناسان این شاهنامه مربوط به دورهٔ سلجوقی است. این شاهنامه در مؤسسهٔ کاما در شهر بمبئی نگه‌داری می‌شده است که اکنون به فردی ناشناس فروخته‌شده و دیگر در دست آن مؤسسه نیست. اندازه‌های این کتاب ۲۳x۲۹ سانتیمتر است. شمار همهٔ برگ‌های آن ۳۰۹ و شمار نگاره‌هایش ۴۵ است.
دورهٔ ایلخانی
یکی از مهم‌ترین شاهنامه‌های نگاره‌دار مکتب تبریز دورهٔ نخست در دورهٔ ایلخانی، شاهنامهٔ دموت است که به نام کسی که آن را در آغاز سدهٔ بیستم در دست گرفت، شناخته می‌شود. دلالی به نام Georges Demotte که نتوانسته‌بود اثر را با بهای درخور به فروش برساند، برگ‌های کتاب را از هم جدا کرد و دست به فروش جداگانهٔ برگ‌ها زد. این نسخه مربوط به دورهٔ ایلخانی است و بیشتر پژوهندگان هنر ایران دربارهٔ آغاز نگارش آن در سال ۷۳۰ هجری هم‌رای هستند، اما برای سال پایان کار باورهای گوناگونی هست و سال‌های ۷۳۶، ۷۴۰، ۷۵۰ و ۷۷۵ را یاد کرده‌اند.
دورهٔ اینجویان
هنرمندان مکتب شیراز در دورهٔ نخست در سدهٔ هشتم هجری، با نگه‌داشتن سنت نگارگری ایرانی، توجه ویژه‌ای به شاهنامه نشان دادند. پژوهشگران، میان سال‌های ۷۳۰ تا ۷۵۱ هجری، از حدود هشت نسخهٔ نگاره‌دار شاهنامه یاد می‌کنند که در شیراز نگارگری شده‌اند که برخی از آن‌ها به سبب اندازه‌های کوچک به شاهنامه‌های کوچک معروف هستند؛ کهن‌ترین نسخهٔ نگاره‌دار از مجموعهٔ شاهنامه‌های کوچک با ۹۲ نگاره، مربوط به سال ۷۳۱ هجری است که در موزهٔ توپقاپوسرای ترکیه نگه‌داری می‌شود. نگارش نسخهٔ دیگر در سال ۷۳۳ هجری پایان یافته است و در کتابخانهٔ ملی روسیه در سن‌پترزبورگ (لنینگراد) نگه‌داری می‌شود. این نسخه ۴۹ نگاره دارد. نسخهٔ دیگر این مجموعه که به شاهنامه قوام‌الدین حسن وزیر نیز شناخته می‌شود، به تاریخ ۷۴۱ هجری به دست حسن بن محمد الموصلی خوشنویسی شده است و دربردارندهٔ ۱۴۰ نگاره است. نگارش چهارمین شاهنامه با ۱۰۸ نگاره در سال ۷۵۳ هجری به پایان رسیده است.
دورهٔ تیموری
نخستین شاهنامه نگاره‌دار مهم در دورهٔ تیموری، شاهنامه ابراهیم سلطان است که در سال ۸۳۷ هجری نگارش شده است. شاهنامهٔ ابراهیم سلطان که اکنون در کتابخانهٔ بادلیان آکسفورد نگه‌داری می‌شود و دربردارندهٔ ۴۷ نگاره است، دستاورد همین رویکرد وی است. نگارش این شاهنامه، با نازک‌کاری و زیبا است و نگاره‌های آن گرچه به پای شاهنامهٔ بایسنقری نمی‌رسد، سیر دگرگونی و بالندگی نگارگری مکتب شیراز را در دورهٔ دوم به خوبی نشان می‌دهد. این شاهنامه دارای ۴۸۶ و ۹۳۶ صفحه در اندازه‌های ۲۸/۸x۱۹/۸ سانتیمتر است و دارای ۱۷۶ نگاره است.
نسخهٔ بایسنقری
دومین شاهنامهٔ نگاره‌دار بااهمیت در دورهٔ تیموری، شاهنامهٔ بایسنقری است. این نسخه در کاخ موزه گلستان نگه‌داری می‌شود. تاریخ نگارش آن به ۸۳۳ هجری بازمی‌گردد و مربوط به مکتب هرات است. این اثر در دورهٔ بایسنقر یکی از نوادگان تیمور و با پشتیبانی او آفریده شده است. خوشنویس اثر ملاجعفر تبریزی بایسنقری و هنرمندان آن ملاعلی و امیر خلیل هستند. نسخه دارای ۷۰۰ برگ است که در هر صفحه ۳۱ خط نگاشته شده است. حاوی ۲۲ نقاشی و ۵۸هزار بیت است.
سومین نسخهٔ نگاره‌دار دورهٔ تیموری که در مکتب هرات نگارش شده است، شاهنامه محمد جوکی است. این شاهنامه به فرمان محمد جوکی، فرزند شاهرخ تیموری و در حدود ۸۴۴ هجری آفریده شده است. این شاهنامه دارای ۵۳۶ برگ و ۱۰۷۲ صفحه و در اندازه‌های ۲۲/۶x۳۳/۸ سانتیمتر است. این نسخه دارای ۳۱ نگاره است.
دورهٔ صفوی
نسخهٔ تهماسبی

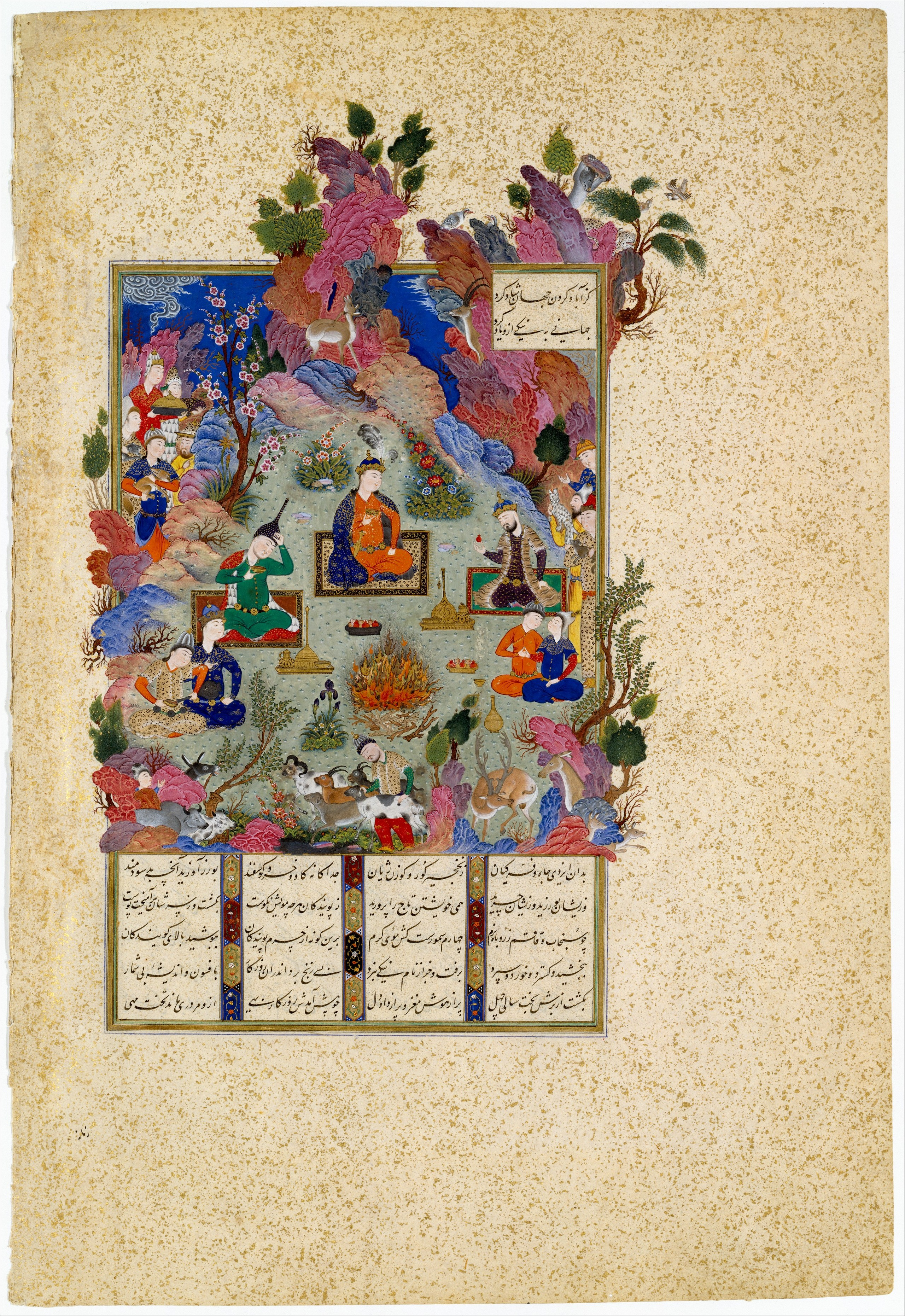
نگارهٔ داستان هوشنگ از شاهنامه تهماسبی

این دست‌نویس در اندازه‌های ۴۷x۳۲ سانتی‌متر و دربردارندهٔ ۷۵۹ برگ و ۲۵۸ نگاره است. ۱۱۹ نگارهٔ آن در ایران و دیگر نگاره‌ها در موزه‌های جهان نگه‌داری می‌شود. شاهنامهٔ تهماسبی یکی از شناخته‌شده‌ترین نسخه‌های شاهنامه است و در دوران شاه تهماسب صفوی نوشته شده است. این نسخه در سال ۱۵۷۶ میلادی به عنوان هدیه به سلطان سلیم دوم داده شده است. این نسخه در مکتب تبریز دوم و در سی سال آفریده شده است. خوشنویسان و نگارگران بسیاری در آفرینش این اثر دست داشته‌اند (مانند میرمصور، سلطان محمد، دوست محمد، میرزا علی، میرسیدعلی، مظفرعلی، عبدالصمد و…). این دست‌نوشته در سال ۱۹۵۹ به دست شخصی به نام ادموند رُتشیلد (Edmond de Rothschild) به فردی به نام آرتور هاتون (Arthur Houghton) فروخته شد. شوربختانه هاتون برای فروش تک‌برگ‌های این اثر دست‌نوشته، آن را تکه‌تکه کرد. برخی از این برگ‌ها در موزه متروپولیتن نیویورک نگه‌داری می‌شود (New York's Metropolitan Museum of Art). در سال ۱۹۷۶ هاتون پیشنهاد فروش برگ‌های باقی‌مانده را به محمدرضا شاه به قیمت ۲۰میلیون دلار داد. پیشنهادی که رد شد. در نوامبر سال ۱۹۷۶، او ۷ برگ از این اثر را در حراج کریستی به فروش گذاشت. در سال ۱۹۸۸ حراجی ۱۴ برگ دیگر فروخته‌شد. در سال ۲۰۰۶ یک برگ از آن در حراجی ساتبی به موزهٔ آقاخان در ژنو به قیمت ۹۰۴۰۰۰ یورو فروخته‌شد. ۱۱۸ برگ به‌جای‌مانده در دست هاتون پس از مرگش نیز به حراج گذاشته‌شد تا سرانجام دولت جمهوری اسلامی ایران با یک نقاشی اثر ویلم دکونینگ (Lady No. 3 by Willem De Kooning) آن را دادوستد کرد.
نسخهٔ آستان قدس
این نسخه دارای ۵۱ مجلس نگارهٔ ظریف و زیبا به الوان و زر و دارای چهار سرلوح و کتیبه مذهب (طلاکاری شده) و منقش در آغاز و میان هر جلد است. تاریخ نگارش آن ۱۰۶۷ هجری است. میان صفحه‌های آغازین، طلااندازی، تمام برگ‌ها جدول‌بندی به زر تحریردار و لاجورد، و کمندکشی به سیاهی تحریردار است. این نسخه به خط نستعلیق چهارستونهٔ ۲۵ سطری خوشنویسی شده است. شمار برگه‌ها ۵۶۰ برگ در اندازه ۳۷x۲۲ سانتیمتر و دارای پوشش مقوایی با عطف و گوشهٔ تیماج است. این نسخه در گنجینهٔ مخطوطات کتابخانهٔ مرکزی آستان قدس رضوی نگه‌داری می‌شود.

### کتاب‌ها
- امین، سید حسن (۱۳۸۸). فردوسی و شاهنامه. تهران: دائرةالمعارف ایرانشناسی. شابک ۹۷۸۶۰۰۵۲۰۴۱۱۷.
- دانشور، رضا (۲۰۱۰). باغی میان دو خیابان: چهار هزار و یک روز از زندگی کامران دیبا در گفتگو با رضا دانشور. فرانسه: البرز. شابک ۹۷۸-۲-۳۵۹۹۷-۰۰۱-۲.
- شریف‌زاده، سیدعبدالمجید (۱۳۷۵). تاریخ نگارگری در ایران. تهران: انتشارات حوزهٔ هنری.
- صفا، ذبیح‌الله (۱۳۶۳). حماسه‌سرایی در ایران. تهران: امیرکبیر.
- نولدکه، تئودور (۱۳۷۹). حماسهٔ ملی ایران. ترجمهٔ بزرگ علوی. تهران: نگاه. شابک ۹۶۴-۶۷۳۶-۷۹-۳.
- پاکباز، رویین (۱۳۸۶). دانشنامهٔ هنر. تهران: فرهنگ معاصر. شابک ۹۶۴-۵۵۴۵-۴۱-۲.
- ریاحی، محمدامین (۱۳۷۲). سرچشمه‌های فردوسی‌شناسی. تهران: پژوهشگاه علوم انسانی و مطالعات فرهنگی. شابک ۹۷۸-۹۶۴-۴۲۶-۲۰۱-۲.
- بنداری، فتح بن علی.  عزّام، عبدالوهاب، ویراستار. الشاهنامه. سعاد الصباح.
- فردوسی، ابوالقاسم (۱۳۸۴).  افشار، ایرج؛ امیدسالار، محمود، ویراستاران. شاهنامه. تهران: طلایه.
- فردوسی، ابوالقاسم (۱۳۸۶).  خالقی مطلق، جلال، ویراستار. شاهنامه. ج. هشتم. نیویورک: بنیاد میراث ایران.
- فردوسی، ابوالقاسم (۱۳۷۹).  جیحونی، مصطفی، ویراستار. شاهنامه. ج. صفر. اصفهان: شاهنامه‌پژوهی.
- جوینی، عزیزالله (۱۳۷۵). شاهنامه از دست‌نویس موزهٔ فلورانس. تهران: انتشارات دانشگاه تهران.
- مستوفی، حمدالله (۱۳۸۰).  مداینی، مهدی، ویراستار. ظفرنامه. تهران: پژوهشگاه علوم انسانی و مطالعات فرهنگی.
- انجوی شیرازی، سیدابوالقاسم (۱۳۶۹). فردوسی‌نامه. ج. ۱. تهران: علمی.
- علوی توسی، محمد بن رضا (۱۳۵۳).  خدیو جم، حسین، ویراستار. معجم شاهنامه. بنیاد فرهنگ ایران.
- جنیدی، فریدون (۱۳۶۰). نامهٔ پهلوانی. تهران: بلخ (وابسته به بنیاد نیشابور).
- پاکباز، رویین (۱۳۸۴). نقاشی ایران، از دیرباز تا امروز. تهران: زرین و سیمین. شابک ۹۶۴-۹۲۱۱۳-۳-۰.
- آدامووا، ا.ت.؛ گیوزالیان، ل.ت. (۱۳۸۳). نگاره‌های شاهنامه. ترجمهٔ زهره فیضی. تهران: فرهنگستان هنر. شابک ۹۶۴-۴۲۲-۶۲۹-۱.
- بیضایی، بهرام (۱۳۹۱). هزارافسان کجاست؟. تهران: انتشارات روشنگران و مطالعات زنان.
- محقق، مهدی (۱۳۸۹). هزارهٔ فردوسی: مجموعه مقالات دانشمندان ایران و ایران‌شناسان جهانی. تهران: انجمن ترویج زبان و ادب فارسی.
- فروخ، عمر (۱۹۸۴). تاریخ الأدب العربی. ج. سوم. بیروت: دارالعلم للملایین.

### دانشنامه‌ها
- Khaleghi-Motlagh, jalal (1999). "FERDOWSI, ABU'L-QĀSEM i. Life". Encyclopædia Iranica (به انگلیسی). Retrieved 26 January 2012.

### نوشتارها
- مهدی، عزیز. «رویین‌تنی در شاهنامه و مهابهارت»، فصلنامهٔ «نقد و تحقیق»، شاپا: ۲۵۶۳–۲۴۵۴، مدیر و سردبیر: سید نقی عباس (کیفی)، جلد ۱، شماره ۱، صص ۸۷–۸۰، دهلی نو، ۲۰۱۵م.
- مهدی، عزیز. «آزمونِ آتش در رامایَن و شاهنامه»، فصلنامهٔ «نقد و تحقیق»، شاپا: ۲۵۶۳–۲۴۵۴، مدیر و سردبیر: سید نقی عباس (کیفی)، جلد ۱، شماره ۲، صص ۱۵۸–۱۴۷، دهلی نو، ۲۰۱۵م.
- واحد الزّمان. «حافظ محمود شیرانی: شاهنامه‌شناس بزرگِ هند»، فصلنامهٔ «نقد و تحقیق»، شاپا: ۲۵۶۳–۲۴۵۴، مدیر و سردبیر: سید نقی عباس (کیفی)، جلد ۱، شماره ۱، صص ۱۰۲–۹۵، دهلی نو، ۲۰۱۵م.
- آیدنلو، سجاد (زمستان ۱۳۸۸). «مردم کدام فردوسی و شاهنامه را می‌پسندیدند؟ (بررسی تلقیات عامیانه دربارهٔ فردوسی و شاهنامه)» (PDF). پژوهش‌های زبان و ادب فارسی دانشکده ادبیات و علوم انسانی دانشگاه اصفهان. اصفهان (۴): ۵۹–۷۸.
- شاپور شهبازی، علیرضا (فروردین ۱۳۸۵). ترجمهٔ بقایی، مرجان. «هدف فردوسی» (PDF). حافظ. تهران (۲۷): ۳۴–۳۷.